# Felipe Miranda Arellano
Felipe Cristián Miranda Arellano (10 de mayo de 1986) es un esquiador acuático chileno, que ha representado a su país en varias competencias internacionales, como los Juegos Panamericanos, siendo la persona chilena con más medallas en la historia, en los que ha ganado siete: una de oro, una de plata y tres de bronce, y en los Juegos Bolivarianos de Playa, donde sumó tres medallas de oro en su primera versión.
En 2012 obtuvo el tercer lugar en la copa mundial de esquí náutico en Australia.
Con una brillante pasada de 9.710 puntos en la final de figuras, Felipe Miranda se consagró campeón mundial de overall en el torneo planetario open que se disputó el 30 de noviembre de 2013 en el lago Los Morros de San Bernardo.
Fue elegido el mejor deportista de Chile el año 2013 por el Círculo de Periodistas Deportivos.
Felipe es hermano de Rodrigo Miranda y Tiare Miranda, ambos esquiadores acuáticos profesionales. Los hermanos Miranda han dominado el circuito sudamericano.